# Delger
Een delger (latijn delére = delgen) is iemand die schulden int, tenietdoet, uitwist, afbetaalt.

## Ontstaan
Vanaf de vroege middeleeuwen wordt in een deel van het graafschap Oldenburg het belang van de lage adel (niederadel) teruggedrongen. De graven van Oldenburg weten met name grote delen van het aan Oost-Friesland grenzende Ammerland over te nemen van adellijke families. Dit gedeelte van het graafschap wordt te pacht gegeven aan vrije boeren (wehrbauer) die sinds de 15e eeuw in plaats van met het predicaat Meier in Ammerland met Hausmann worden aangeduid. Naast de lokale rechtsmacht krijgen de Hausmänner ook het recht om schulden en belastingen te innen. Ze worden in het Hoogduits Tilger en in het Oostfries Dilger Olger of Delger genoemd.

## Overige betekenis
- Verbastering tot eigennaam van het oudgermaanse woord 'Telge' (jonge eik). Onder een eik werd door vele Germaanse stammen (waaronder de Saksen) recht gesproken en schulden vereffend.
- Verbastering tot plaatsnaam. In de achtste eeuw is de plaats Telgte in Noordrijn-Westfalen ontstaan.
- Delger in de letterlijke betekenis van aandeel of Delge (deel) landbouwgrond in het Deens en Zweeds als verkregen uit een leen van Friese of Deense edellieden
- Delger graaf van Warpke heer van Osterwald